# WEP
Wired Equivalent Privacy (WEP) je algoritam za sigurnu komunikaciju putem IEEE 802.11 bežičnih mreža. S obzirom na to da bežične mreže koriste radio signal za prenošenje podataka one su vrlo podložne prisluškivanju za razliku od žičanih mreža.
Prilikom uvođenja WEP-a 1997. godine ideja vodilja je bila da se bežičnoj komunikaciji osigura sigurnost jednaka onoj kakva je kod žičanih mreža. To se, između ostalog, nastojalo postići enkriptiranjem komunikacije i reguliranju pristupa samoj mreži na osnovu autentikacije putem MAC adrese mrežnog uređaja. Međutim, 2004. godine dolazi do zamjene WEP-a novim WPA algoritmom jer su već 2001. godine uočene ranjivosti WEP algoritma.
Danas je dovoljno nekoliko minuta da bi se probila WEP zaštita.

## Također pogledajte
- WPA